# Visione nera
La visione nera, nota anche con l'acronimo inglese G-LOC (G-induced Loss Of Consciousness), è un fenomeno che accade ai piloti di mezzi aerei durante manovre ad alto coefficiente di accelerazione. Consiste nella momentanea perdita dei sensi, dovuta allo spostamento del sangue nelle parti inferiori del corpo. Già dal 1941 sono in uso delle speciali tute anti-G, che grazie all'utilizzo di aria compressa riescono a mantenere stabile la pressione sanguigna.